# Ri Hyun-ju
Pour les articles homonymes, voir Ri.
Dans ce nom coréen, le nom de famille, Ri, précède le nom personnel.
Ri Hyun-ju (né le 20 février 1996 à Pyongyang) est un plongeur nord-coréen. Il a participé à l'épreuve de haut vol à 10 mètres aux Jeux olympiques d'été de 2012.
Médaillé de bronze du plongeon à 10 mètres aux Jeux asiatiques de la jeunesse en 2013, il est médaillé d'or du plongeon à 10 mètres à l'Universiade d'été de 2017.